# جوزيبي رينالدي
جوزيبي رينالدي (بالإيطالية: Giuseppe Rinaldi)‏ (و. 1919 – 2007 م) هو ممثل، وممثل صوت، وممثل أفلام، من إيطاليا، ولد في روما، توفي في روما، عن عمر يناهز 88 عاماً.

## وصلات خارجية
- جوزيبي رينالدي على موقع IMDb (الإنجليزية)
- جوزيبي رينالدي على موقع قاعدة بيانات الفيلم (الإنجليزية)
- جوزيبي رينالدي على موقع كينوبويسك (الروسية)